# PHB
 (août 2022).

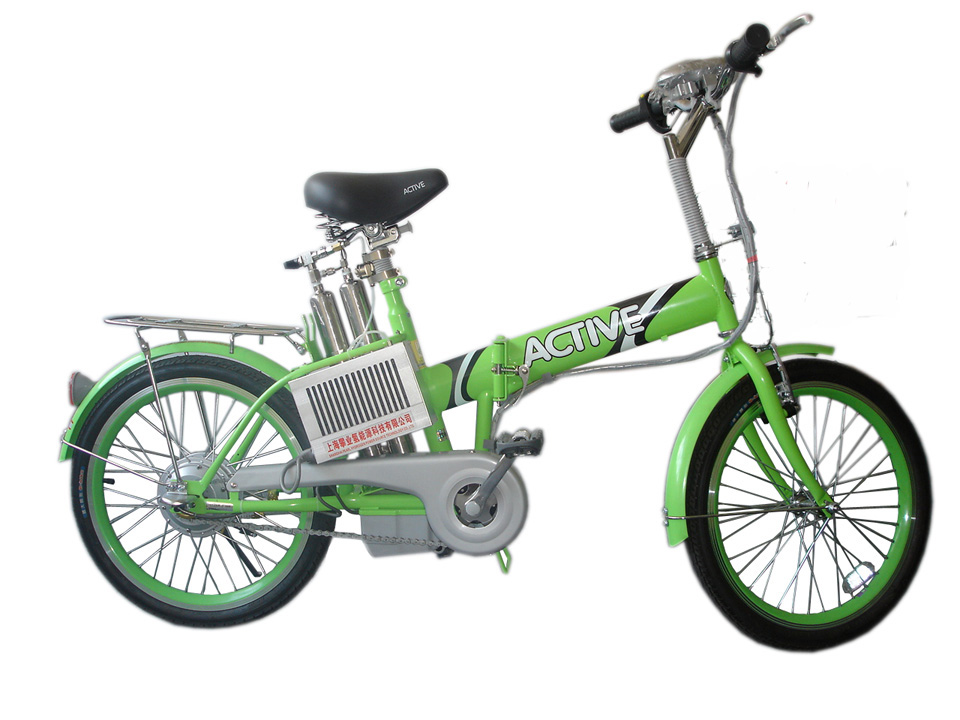
Vélo PHB.

Le PHB était un vélo électrique alimenté par une pile à combustible. Il a été fabriqué par Pearl (SPHPST.Co). Une version conceptuelle a été dévoilée lors de la 9e China International Exhibition on Gas Technology en 2007. Le véhicule pesait environ 32 kilogrammes et utilisait une pile à combustible à membrane échangeuse de protons pour générer environ 200 watts.
Il était capable d'atteindre environ 25 km/h, et la société a déclaré qu'avec un réservoir plein, il pouvait parcourir une distance de 60 à 100 kilomètres. Le moteur était un moteur sans balais.  Le vélo a été annoncé en 2007 pour se vendre environ 2500 $ US,  mais aucun réseau d'approvisionnement en hydrogène n'était disponible. 

## Sources et références
1. ↑  « Hydrogen Fuel Cell Bicycle | EcoGeek | Use, Hydrogen, Energy, Like, September », sur web.archive.org, 13 novembre 2007 (consulté le 3 août 2022)
2. ↑  « Fuel Cell Works Supplemental News Page », sur web.archive.org, 15 janvier 2008 (consulté le 3 août 2022)